# Wyatt Earp

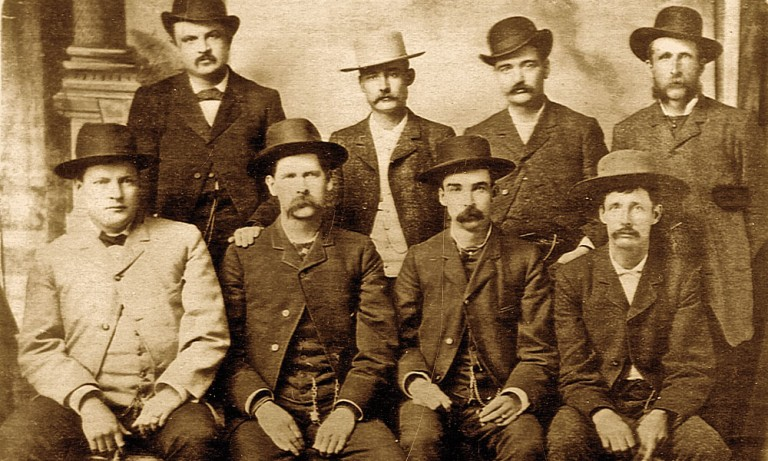
Míroví komisaři, Dodge City, Kansas. Wyatt Earp, sedící druhý zleva

Wyatt Berry Stapp Earp (19. března 1848, Monmouth, Illinois, USA – 13. ledna 1929, Los Angeles, Kalifornie, USA) byl americký farmář, někdejší lovec bizonů, ochránce zákona v různých amerických pohraničních městech, vozka (kočí dostavníku), vyhazovač v baru a horník. Je znám svou účastí v přestřelce u O. K. Corralu, společně s Doc Hollidayem a svými dvěma bratry Virgilem a Morganem.
Později se stal hlavní postavou různých filmů, televizních pořadů, biografií i smyšlených příběhů z prostředí Divokého západu, které často sám režíroval a psal jim scénáře.

## Mládí
Dne 30. června roku 1840 se vdovec Nicholas Porter Earp oženil s Virginií Ann Cooksey v Hartfordu v Kentucky. Z tohoto druhého manželství se Nicholasovi narodilo osm dětí.
Earp se narodil v Monmouthu v Illinois dne 19. března roku 1848. Z předchozího otcova manželství měl staršího bratra a sestru, která zemřela ve věku deseti měsíců. Nicholas Earp pojmenoval svého čtvrtého syna po svém veliteli z mexicko-americké války, kapitánovi Wyatt Berry Stappovi z „Illinois Mounted Volunteers“. V březnu 1850 se rodina Nicholase Earpa chtěla přestěhovat z Monmouth do Kalifornie, ale místo toho se usadili sedm mil severně od města Pella ve státě Iowa. Jejich nová farma měla rozlohu sto šedesát akrů.
Jakožto zástupce šerifa působil nejprve ve městech Wichita a Dodge City v Kansasu, poté pak jako hlavní šerif (maršál) v Tombstone v Arizoně.